# Тодде, Антонио
Антонио Тодде (итал. Antonio Todde; 22 января 1889 года — 3 января 2002 года) — итальянский долгожитель. С 1 марта 2001 года до своей смерти он являлся старейшим живущим мужчиной мира.

## Биография
Антонио Тодде родился в бедной семье пастухов. Он был третьим ребёнком из 12 детей. В годы Первой мировой войны Антонио пошёл на фронт и был ранен в плечо. Позже он вернулся на Сардинию и в 1920 году женился на 25-летней Марии-Антонии. У них родилось 4 дочери и сын. Его жена умерла в 1990 году в 95 лет.
В марте 2001 года, после смерти Джона Пейнтера, Антонио Тодде стал старейшим живущим мужчиной мира. Родные объясняли его долголетие любовью к красному вину. Как говорил сам Антонио: «Люби брата своего и выпивай по стаканчику красного ежедневно».
Антонио Тодде скончался незадолго до 113-го дня рождения во сне 3 января 2002 года.
Вплоть до 21 июля 2021 года он входил в топ-20 старейших мужчин за всю историю, пока его не обогнал по возрасту Эмилио Флорес Маркес.

## Долголетие в его семье
У Антонио Тодде в семье было много долгожителей. Его отец Франческо дожил до 90 лет, а его мать Франческа прожила 98 лет. Его младшая сестра Мария Агостина была ещё жива в возрасте 97 лет на момент его смерти и умерла в возрасте 102 лет.

## См.также
- Долгожитель
- Список старейших мужчин